# Þór
Þór (Thor) – patrolowiec typu UT 512L, zaprojektowany przez przedsiębiorstwo Rolls-Royce dla Islandzkiej Straży Wybrzeża. Został zamówiony, aby zastąpić starzejący się okręt „Óðinn”. Zbudowany został w stoczni ASMAR w Talcahuano w Chile 16 października 2007 roku. Budowa została opóźniona o ponad rok z powodu trzęsienia ziemi w 2010 roku. Po naprawach „Þór” został 23 września 2011 roku przekazany personelowi Islandzkiej Straży Wybrzeża przebywającemu wtedy w Chile. Okręt dotarł do Reykjavíku 27 października 2011 roku. Okręt wykorzystywany jest do patrolowania wyłącznej strefy ekonomicznej, inspekcji połowów, wspomagania operacji Search and Rescue, gaszenia pożarów, pomiarów hydrograficznych, awaryjnego odholowywania jednostek morskich, zbierania ropy z powierzchni morza oraz tankowania helikopterów w powietrzu. Okręt nazwany jest imieniem nordyckiego boga, Thora.

## Geneza
Początki okrętu sięgają 4 marca 2005 roku, kiedy ówczesny minister sprawiedliwości i wyznań, Björn Bjarnason, zaproponował kupno dla Islandzkiej Straży Wybrzeża nowych samolotów oraz nowego okrętu w celu zastąpienia starzejącego się patrolowca „Óðinn”. Althing uznał zakup nowego okrętu za naglącą potrzebę, więc propozycja otrzymała wysoki priorytet.
Analiza potrzeb co do zakupu wielozadaniowego okrętu i samolotów dla Islandzkiej Straży Wybrzeża została zainicjowana pod koniec września 2005 roku. Głównym wymaganiem było to, że okręt powinien być zaprojektowany do pracy ratunkowej i patroli, zapobiegania zanieczyszczania, tankowania w locie helikopterów Search and Rescue, i zapoznawania się z potrzebami obrony cywilnej w kraju. Dodatkowo miał być odpowiednio wyposażony w celu odpowiedzi na zagrożenia terrorystyczne i zapobiegania im, oraz być odpowiedni dla operacji, w których udział brałaby policja oraz służba celna. Ze względu na zwiększony ruch pasażerski i towarowy na wodach wokół Islandii, uciąg na palu okrętu miał być na tyle duży, aby zapewnić mu możliwość odholowania jednostki wodnej znajdującej się w opałach.

## Budowa
Oferty na budowę okrętu można było składać w Ríkiskaupie. Po przejściu przez Ríkiskaup trafiły one do ministra sprawiedliwości i wyznań i Islandzkiej Straży Wybrzeża. Zgłoszono 15 ofert z 12 krajów. Zwycięską była druga oferta firmy ASMAR, największej stoczni w Chile, która opiewała na kwotę 27 863 000 euro. Kontrakt na budowę został podpisany 20 grudnia 2006 r. przez ministra sprawiedliwości i wyznań, Björna Bjarnasona, ministra finansów, Árniego M. Mathiesena, dowódcę Islandzkiej Straży Wybrzeża, Georga Kr. Lárussona, kontradmirała Armada de Chile i dyrektora stoczni ASMAR, Carlosa Fanta de la Vegę. Budowę rozpoczęto 16 października 2007 roku. Jednostka została zwodowana 29 kwietnia 2009 r. podczas ceremonii w stoczni ASMAR w Talcahuano.

### Konstrukcja
Konstrukcja patrolowca „Þór” jest taka sama jak okrętu KV „Harstad”. Oba okręty zostały zaprojektowane przez Rolls-Royce plc. Okręt napędzany jest za pomocą dwóch silników Diesla Rolls Royce Bergen. Okręt jest napędzany przez dwie śruby nastawne Rolls Royce Marine KaMeWa Ulstein (łopatki śrub nastawnych mogą być ustawione w tzw. chorągiewkę, czyli być obrócone równolegle względem wody w celu zmniejszenia oporu). Okręt ma 93,8 metrów długości całkowitej, 16 metrów szerokości i 30 metrów wysokości. Maksymalna prędkość wynosi 19,5 węzła (36,1 km/h) podczas przewożenia ładunków. Ładowność wynosi 120 ton. Pokład transportowy ma powierzchnię 300 m². Okręt jest wyposażony w różne środki ratunkowe, przeznaczone do wykorzystania podczas misji ratunkowych, takie jak dwie łodzie ratownicze i sześć łodzi ratunkowych Viking. Do innego specjalistycznego wyposażenia należy m.in. zgarniacz powierzchniowy ropy naftowej.

### Wypadek podczas tsunami

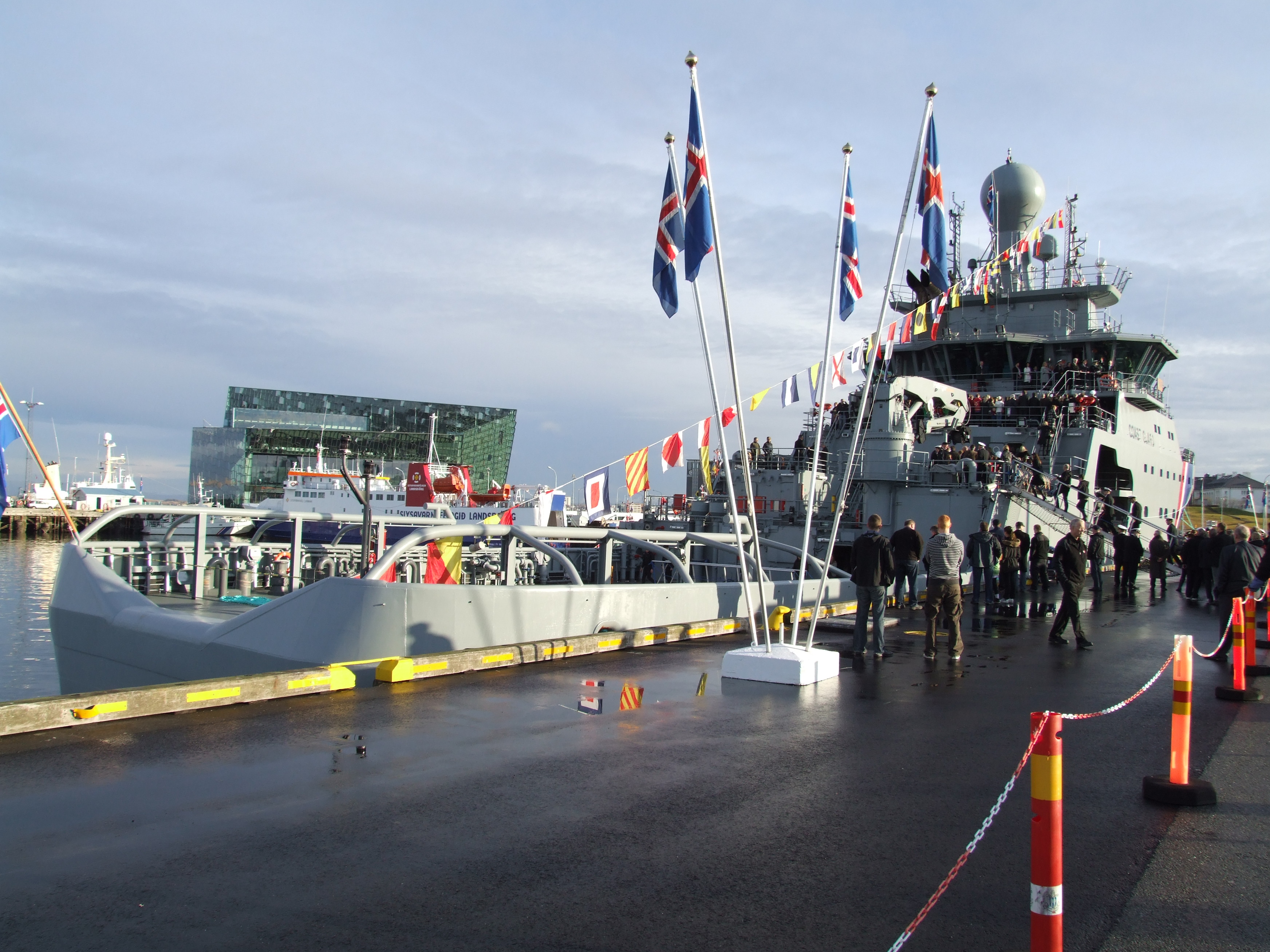
Okręt przybywa do Reykjavíku

W 2010 r. trzęsienie ziemi o sile 8,8 w skali Richtera uderzyło w Chile i spowodowało olbrzymie tsunami, które było śmiertelnym zagrożeniem dla wybrzeża kraju. Istniała obawa, że „Þór” może zostać uszkodzony w takim stopniu, że nie nadawałby się do naprawy. Wiadomo było, że w samej stoczni kataklizm spowodował olbrzymie szkody. Pomimo zagrożenia okazało się, że okręt odniósł jednak niewielkie uszkodzenia. Tsunami uszkodziło suchy dok, w którym przebywał okręt, wymiatając pomocnicze zastrzały, przez co „Þór” przechylił się o 15 stopni. Ponadto znaczna ilość wody morskiej wdarła się do pomieszczenia silnikowego i steru strumieniowego na prawej burcie. Dwa miesiące później okręt został poddany drobnym naprawom. W efekcie jednostka została dostarczona do Islandii z ponad rocznym opóźnieniem.

## Dostawa
Po całkowitym usunięciu uszkodzeń spowodowanych tsunami „Þór” został dostarczony władzom i personelowi Islandzkiej Straży Wybrzeża w stoczni ASMAR 23 września 2011 roku. Następnie okręt udał się w rejs do portu w Reykjavíku, gdzie spodziewano się dotrzeć w październiku tego samego roku. Po zrobieniu kilku przystanków (m.in. w Halifaksie), okręt ostatecznie dotarł do Reykjavíku 27 października 2011 roku. Jego załoga składa się maksymalnie z 48 osób.

## Służba
Głównymi zadaniami okrętu są patrole wyłącznej strefy ekonomicznej, inspekcje połowów, wspomaganie operacji Search and Rescue, gaszenie pożarów, pomiary hydrograficzne, awaryjne odholowywanie jednostek morskich, zbieranie ropy z powierzchni morza oraz tankowanie helikopterów w powietrzu.
11 czerwca 2015 r., „Þór” został staranowany i uszkodzony w Reykjavíku przez statek „Kruzensztern”.

## Galeria

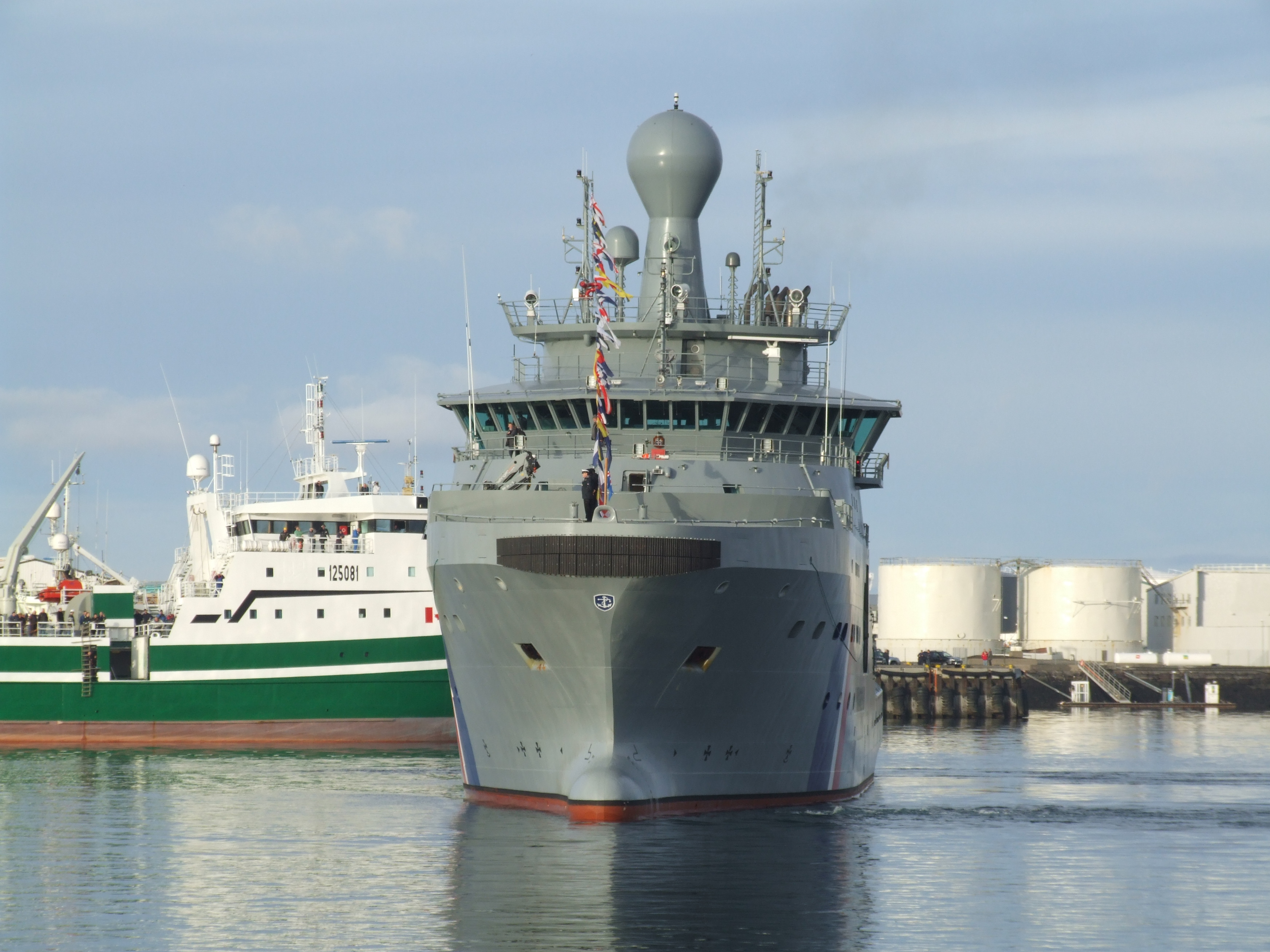
Przybycie do Reykjavíku
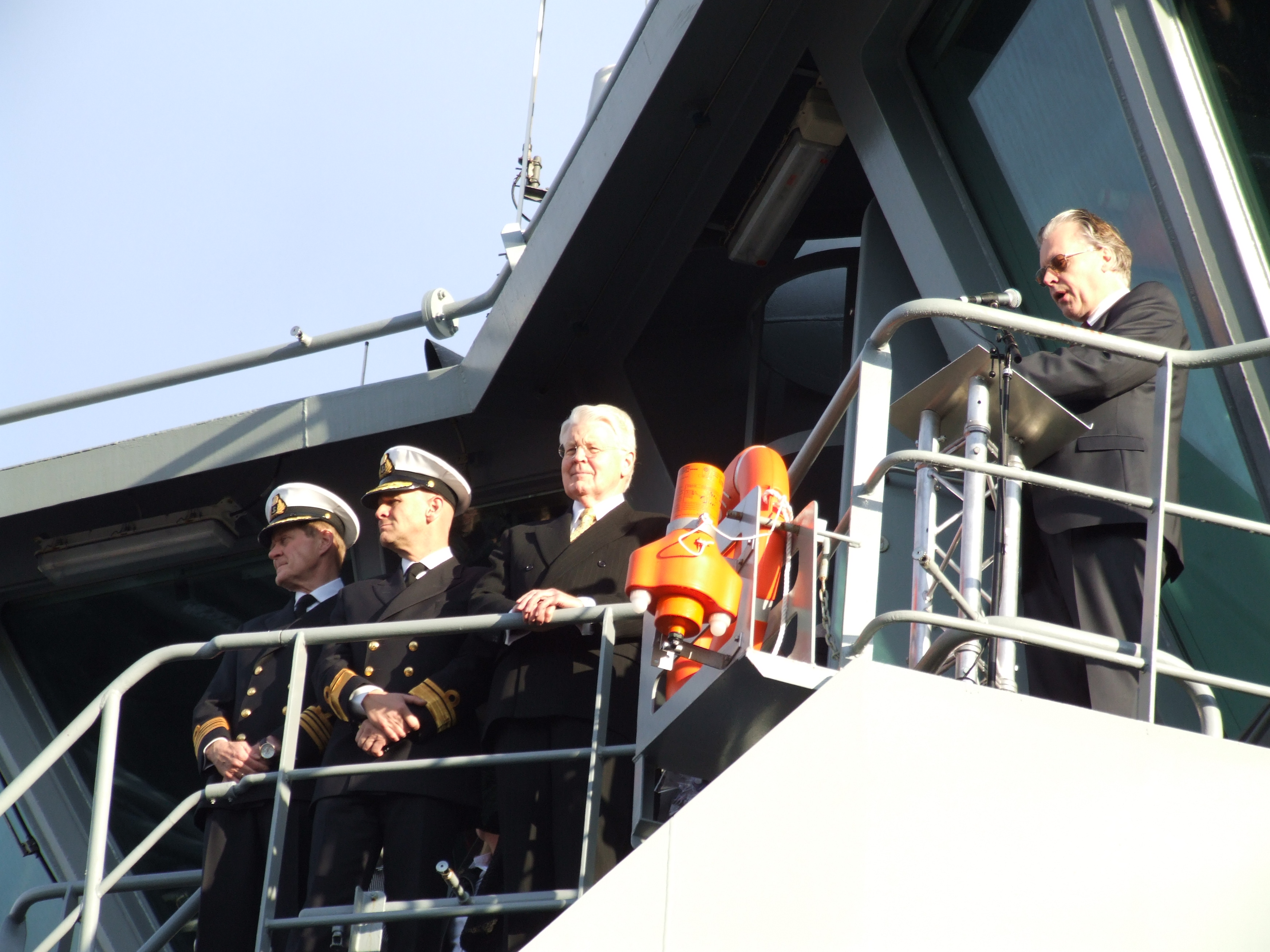
Personel Islandzkiej Straży Wybrzeża i prezydent Islandii, Ólafur Ragnar Grímsson
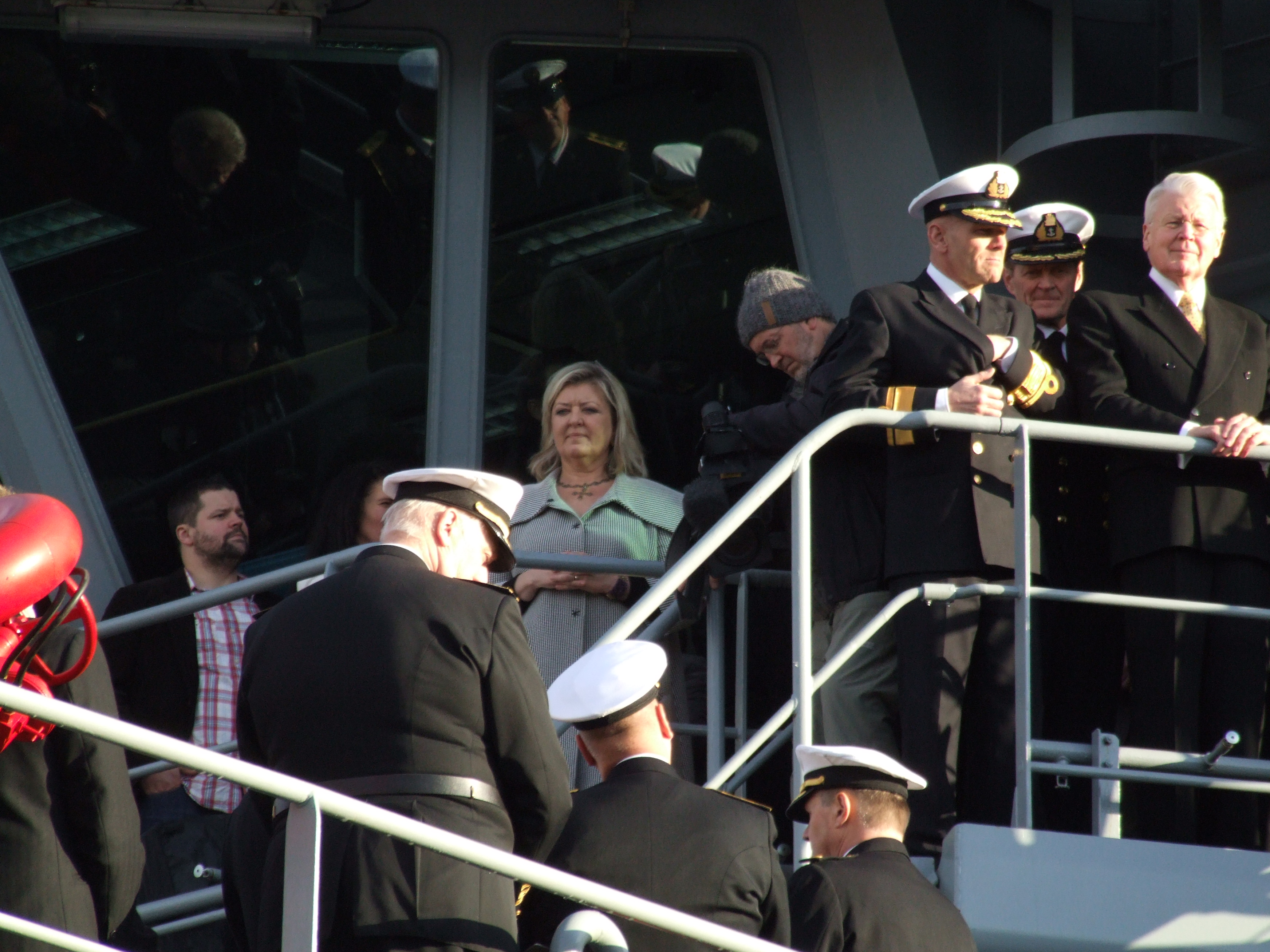
Na pokładzie okrętu
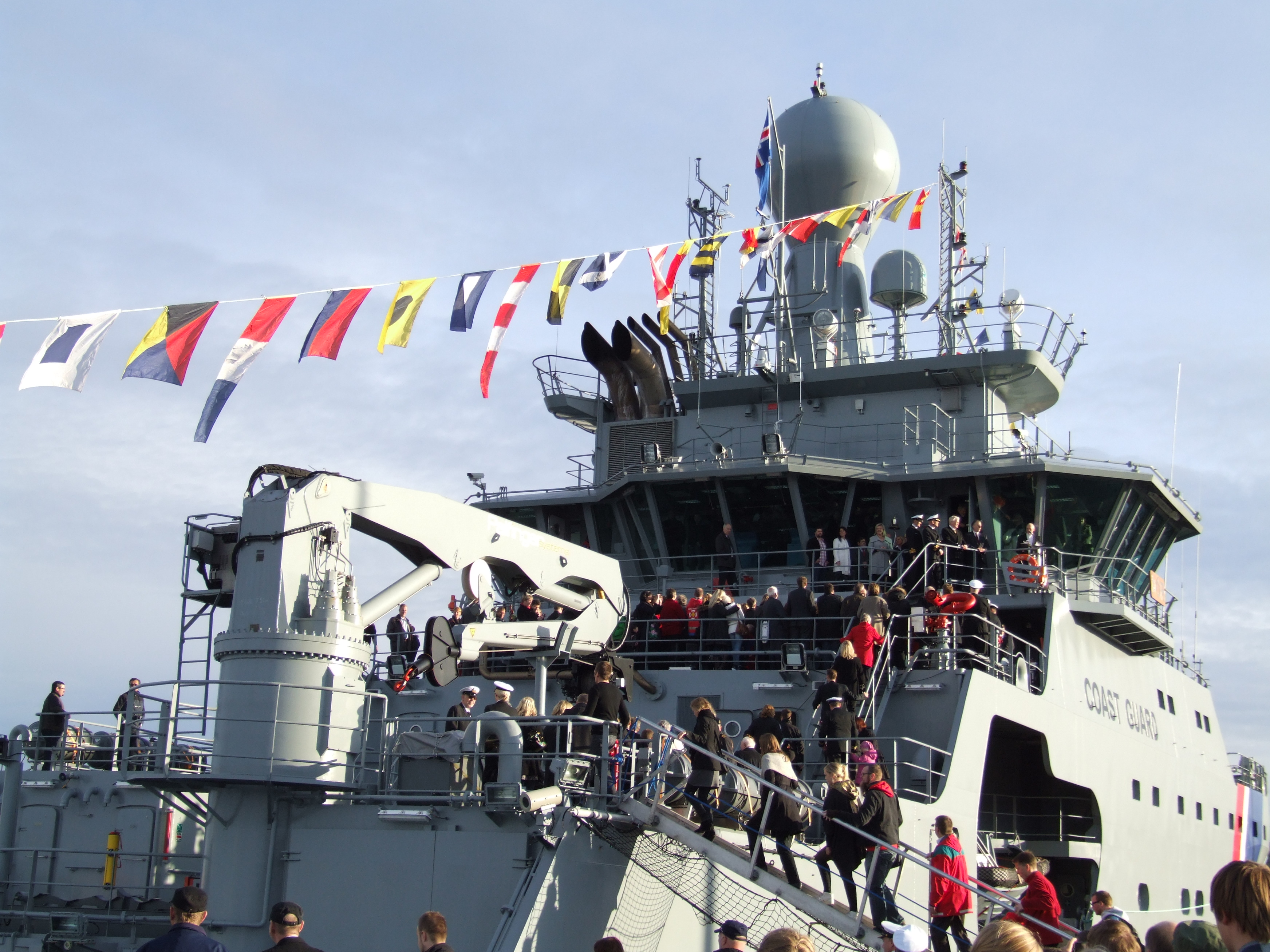
Wchodzenie na pokład okrętu podczas cumowania w porcie w Reykjavíku
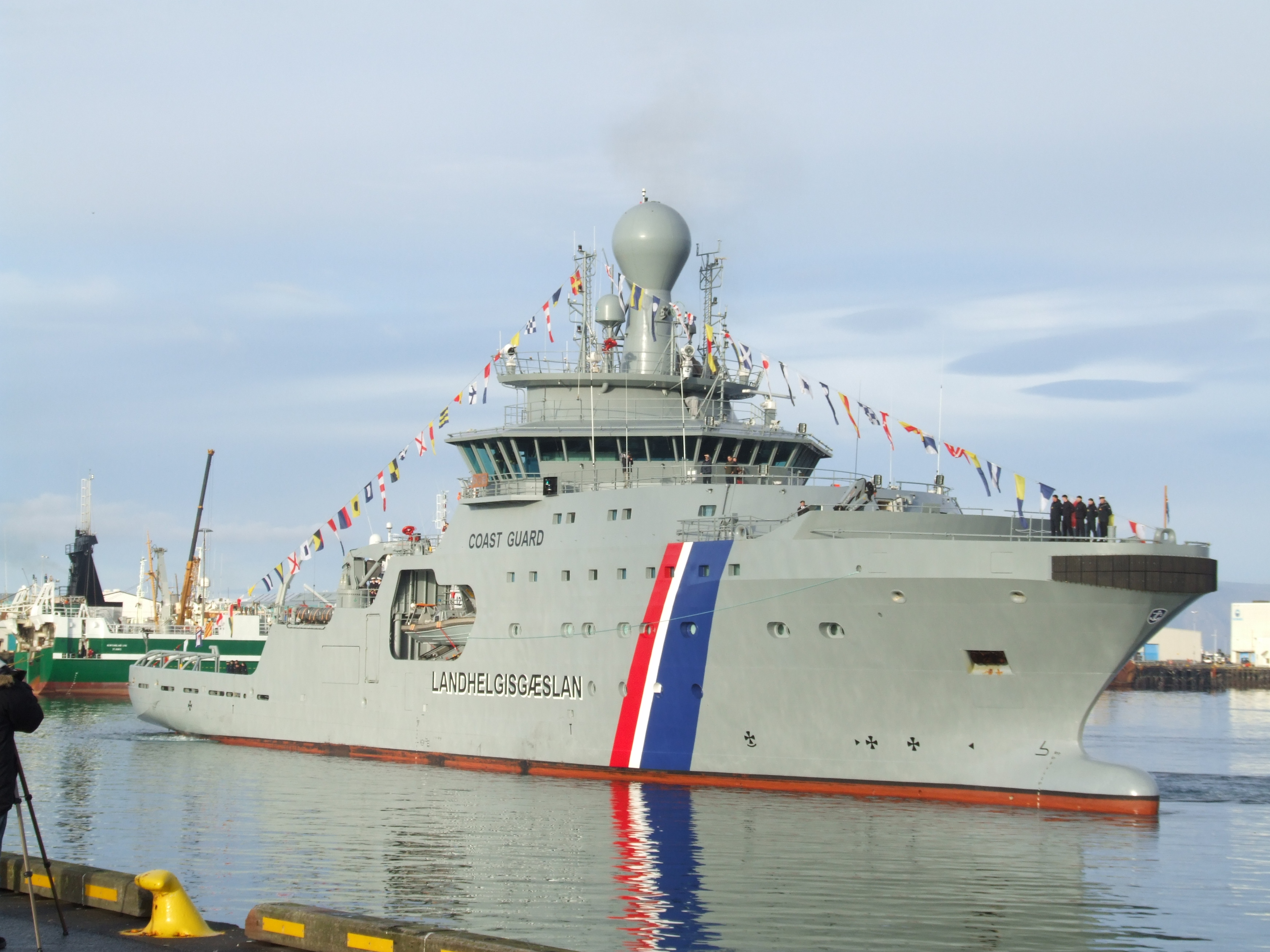
Widok z boku na okręt
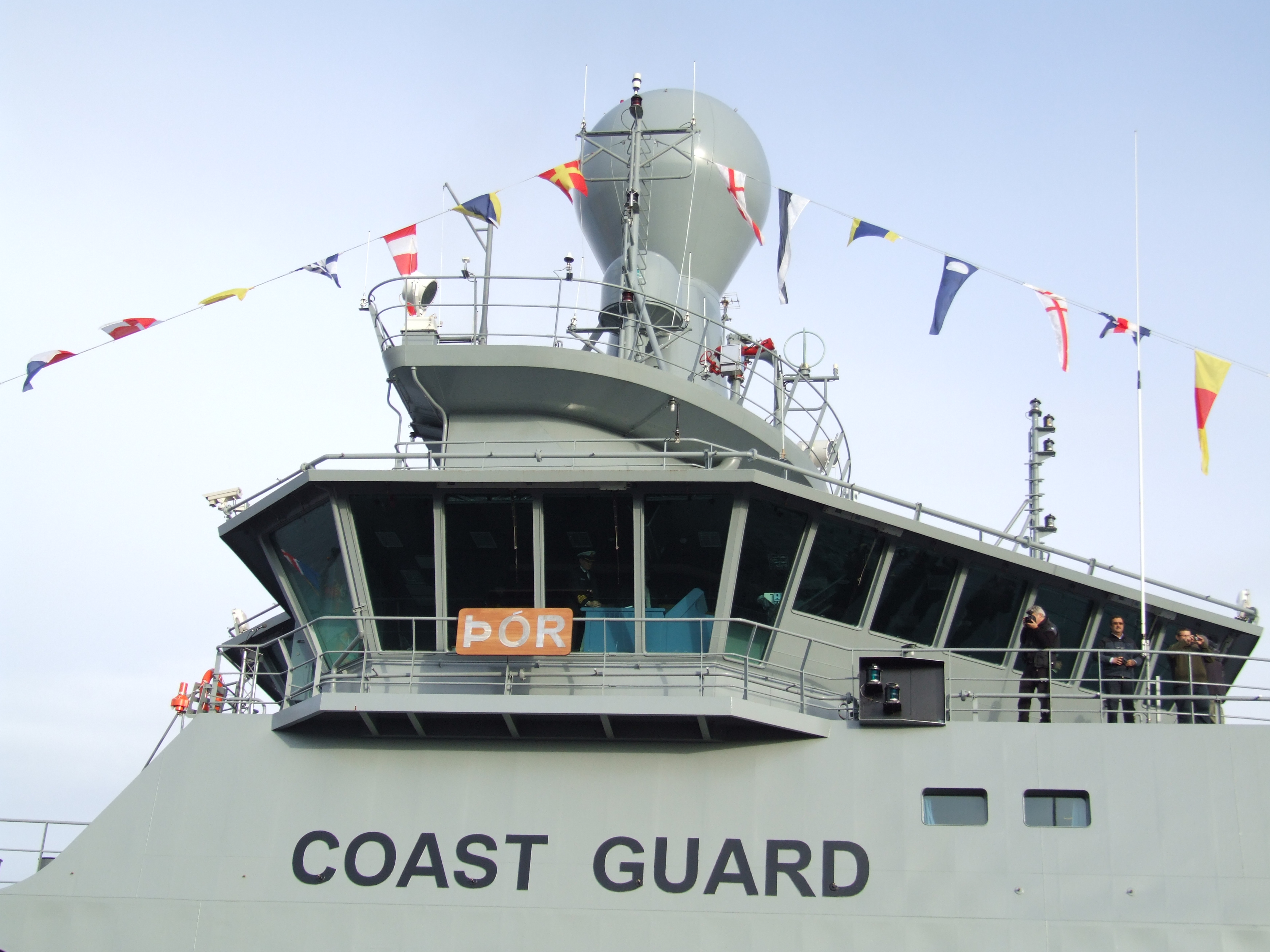
Nadbudówka okrętu
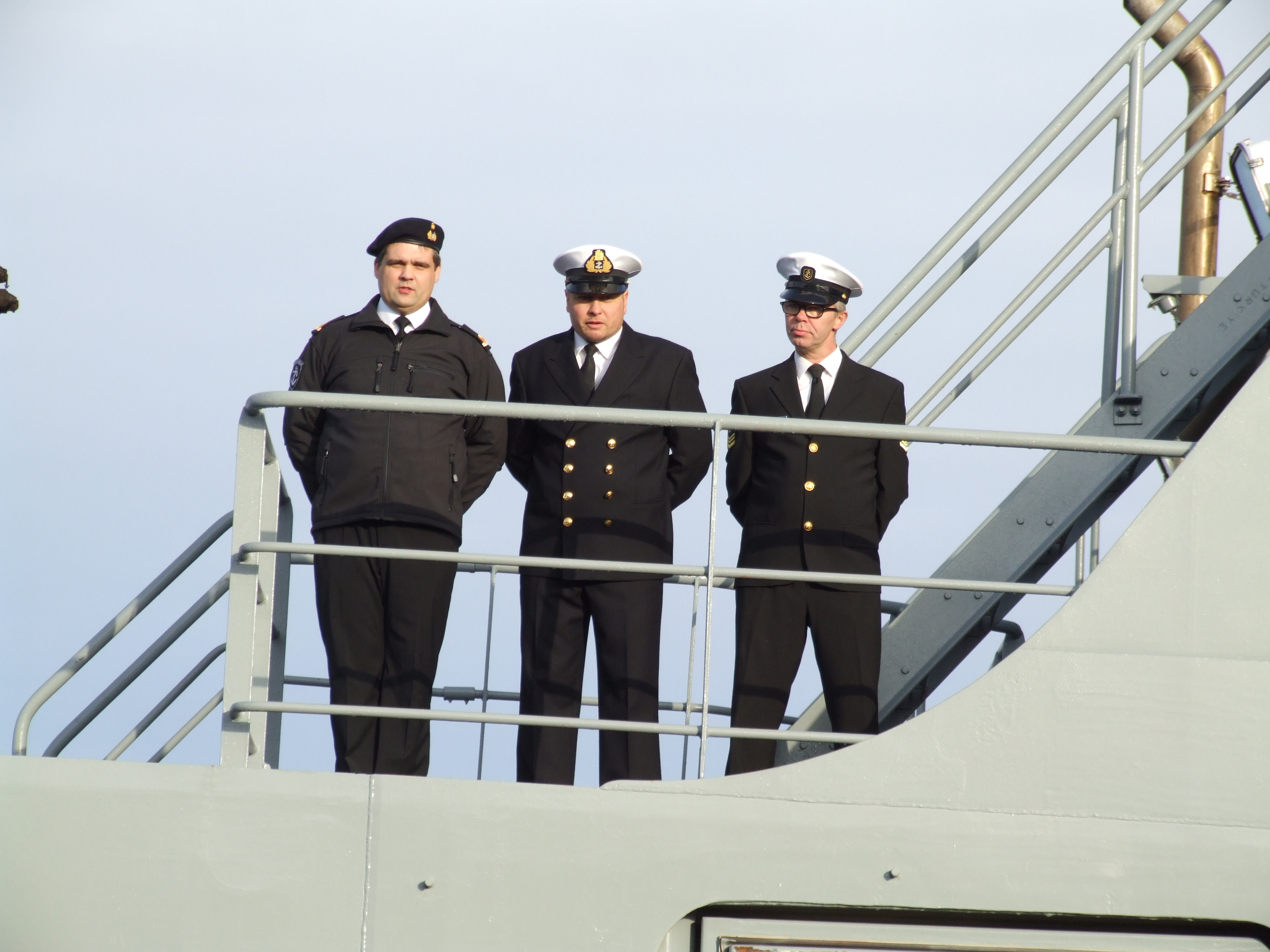
Personel Islandzkiej Straży Wybrzeża na pokładzie
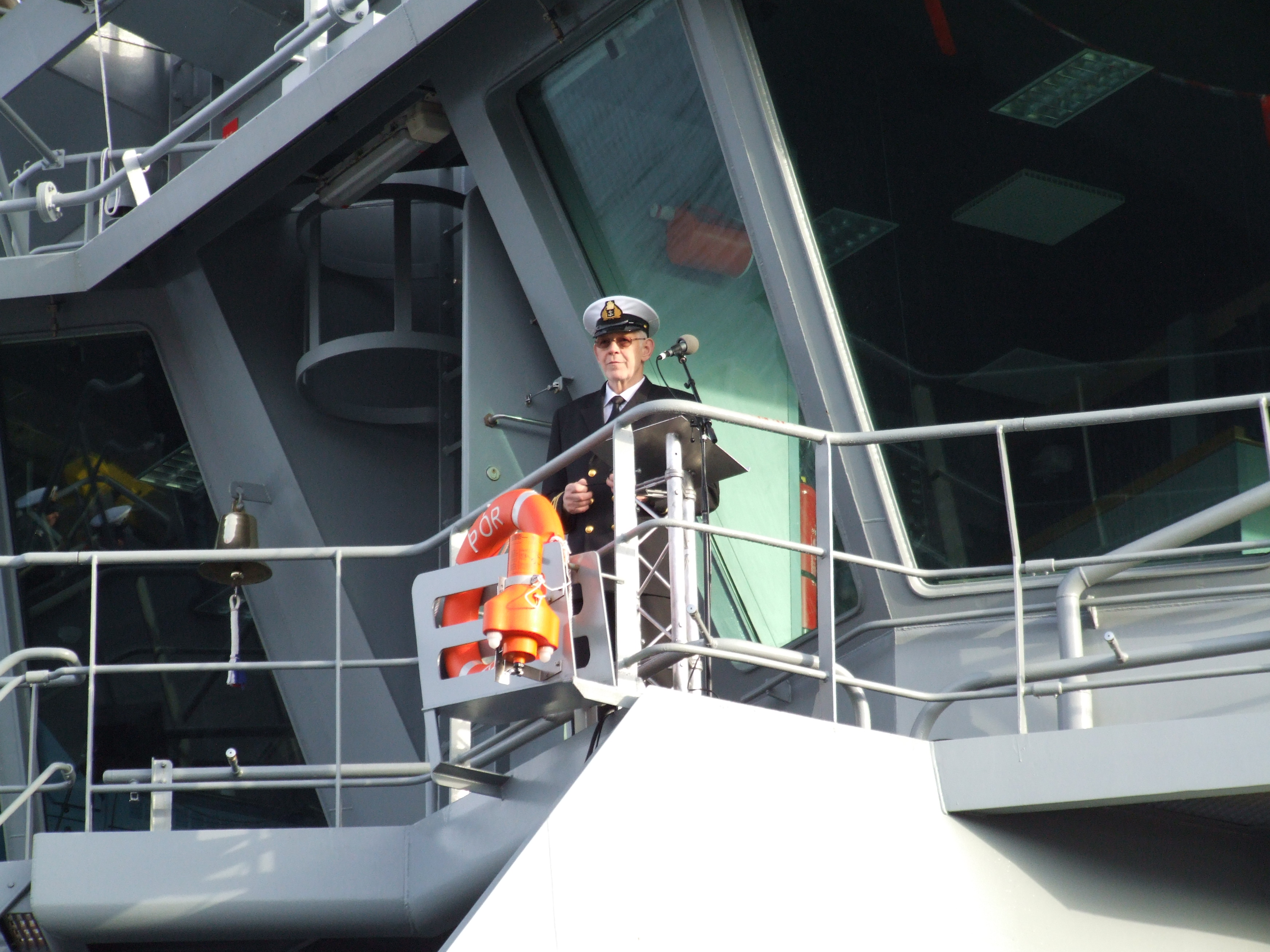
Oficer Islandzkiej Straży wybrzeża stoi na pokładzie okrętu
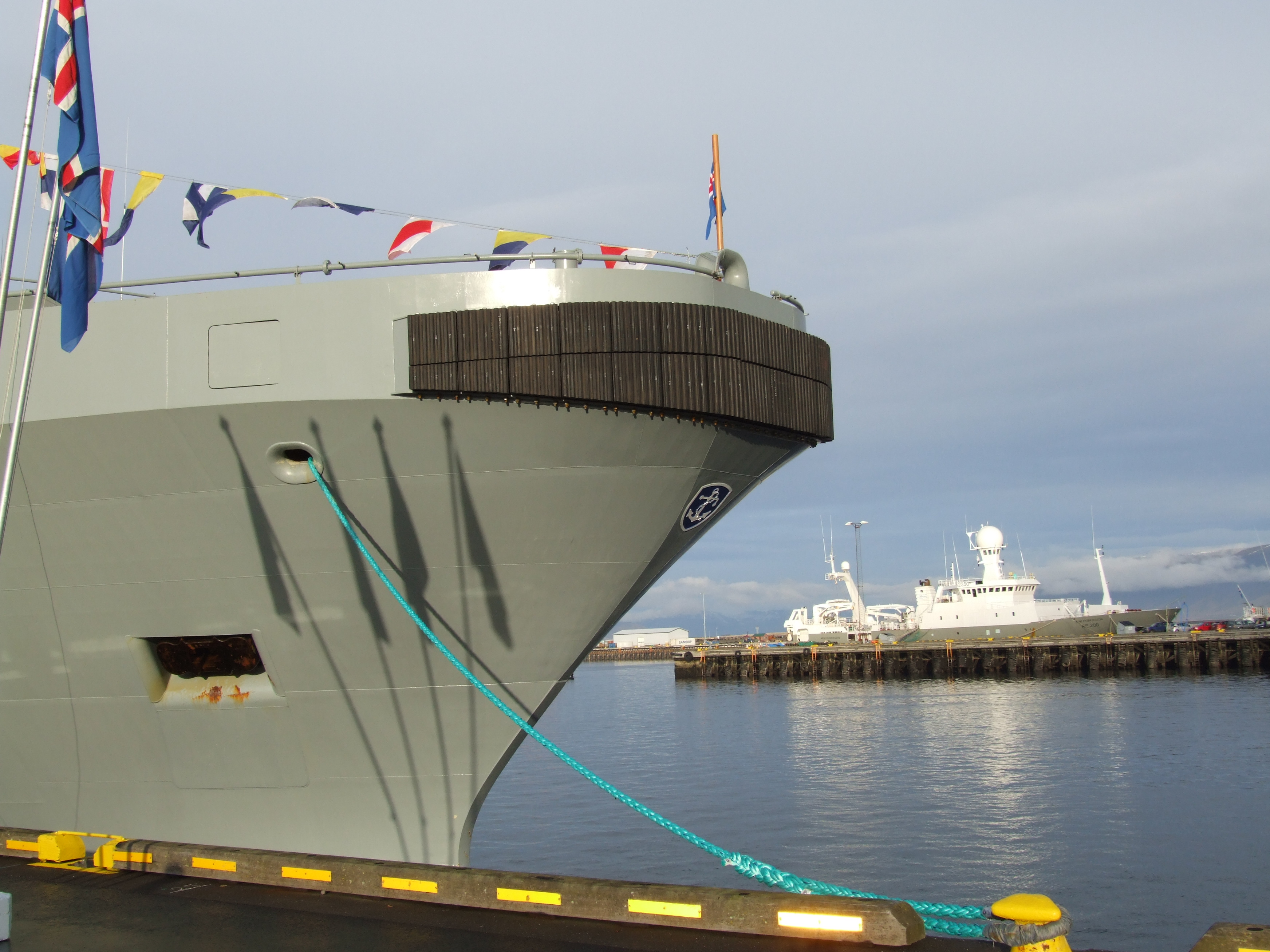
Dziób okrętu
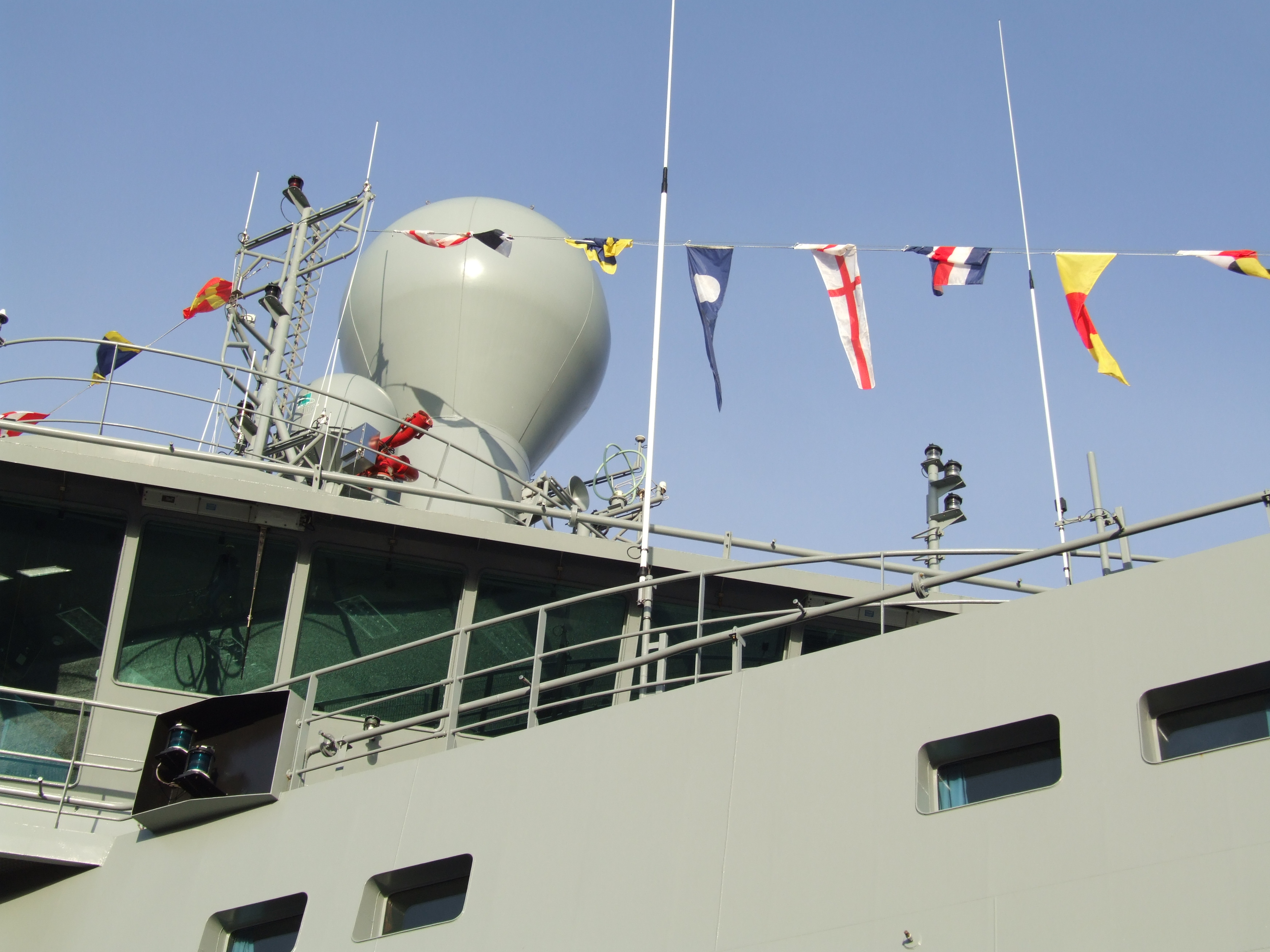
Inny widok na okręt
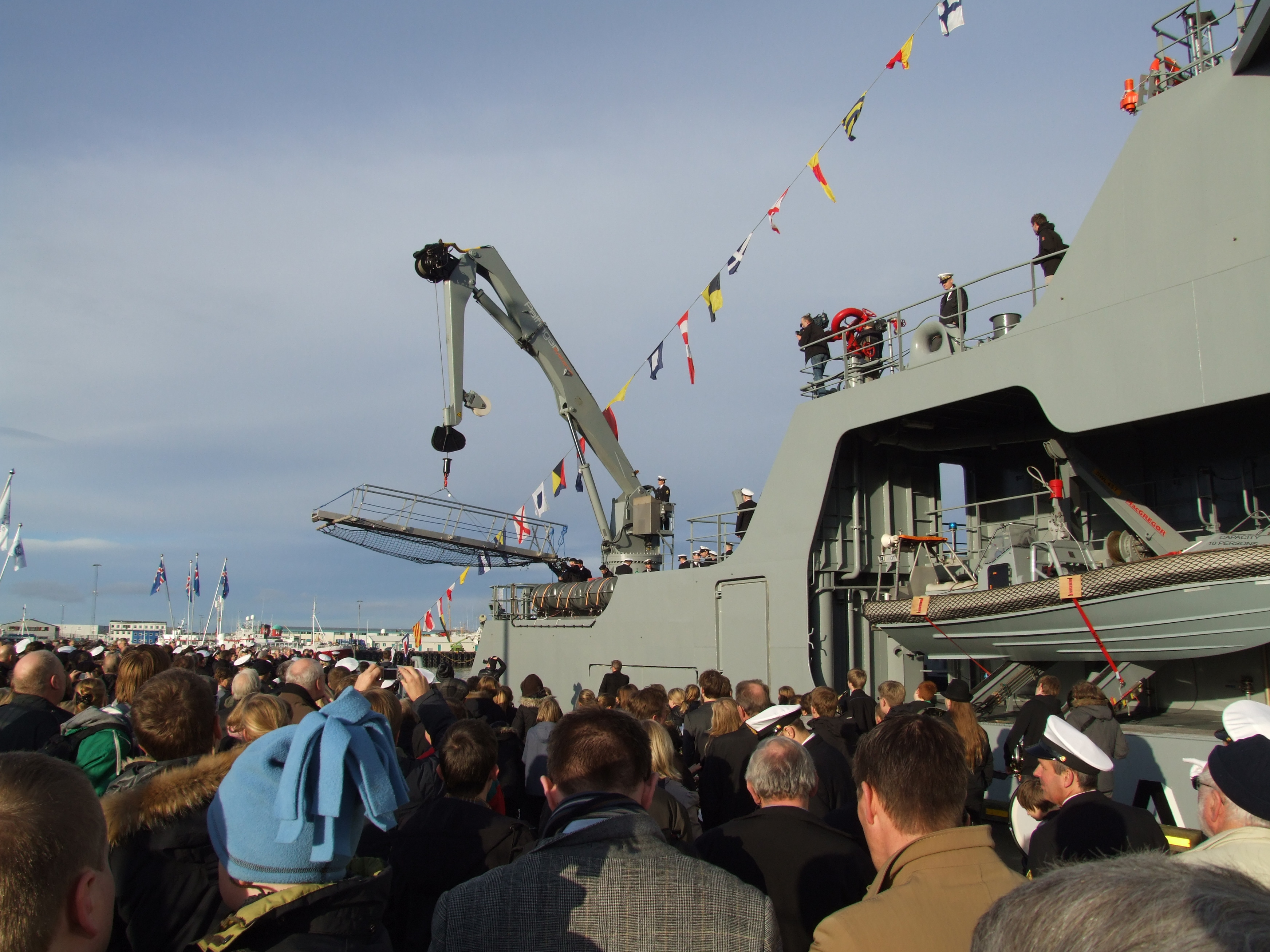
Przybycie okrętu go Reykjavíku
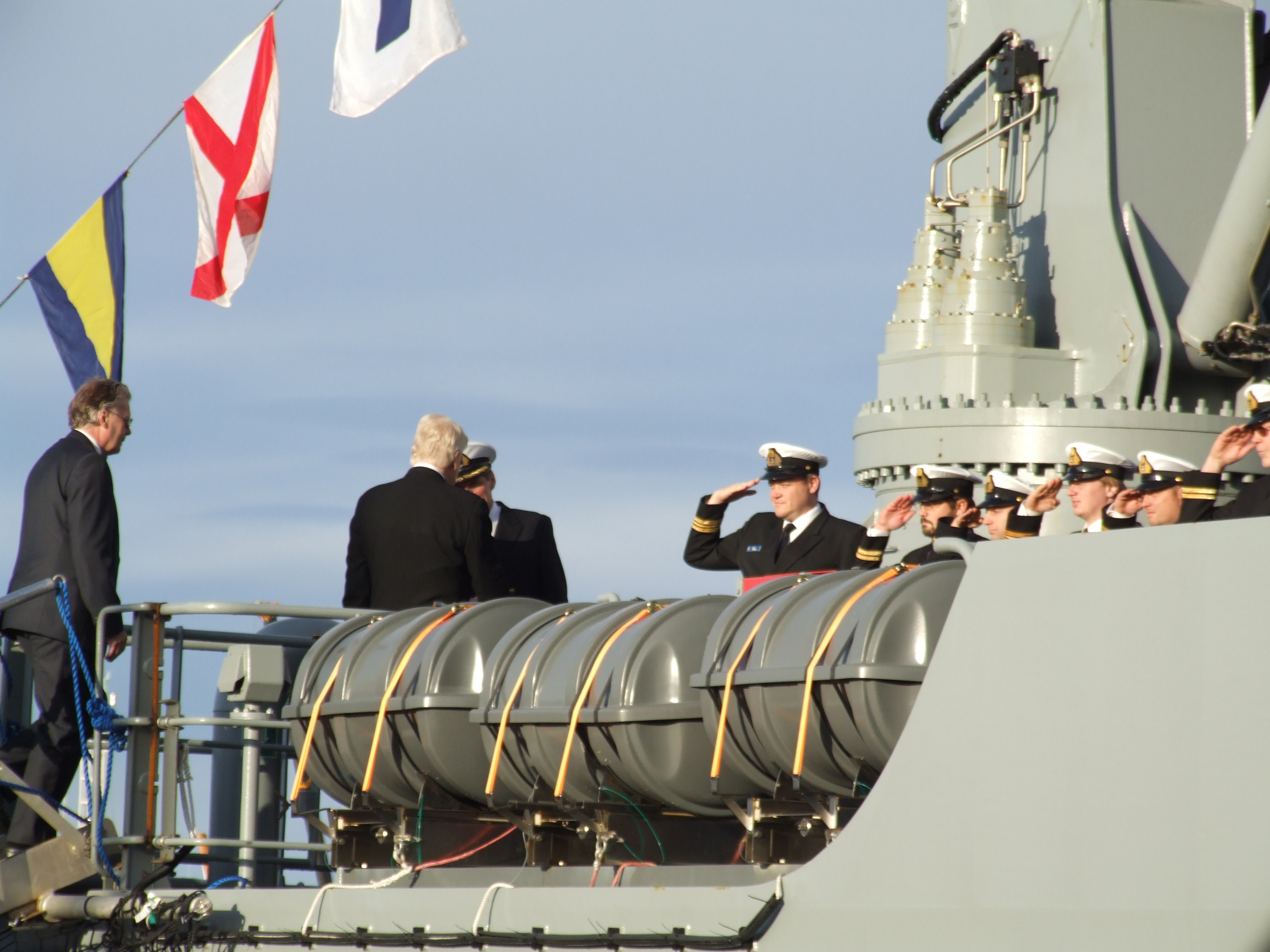
Protokół Islandzkiej Straży Wybrzeża w praktyce
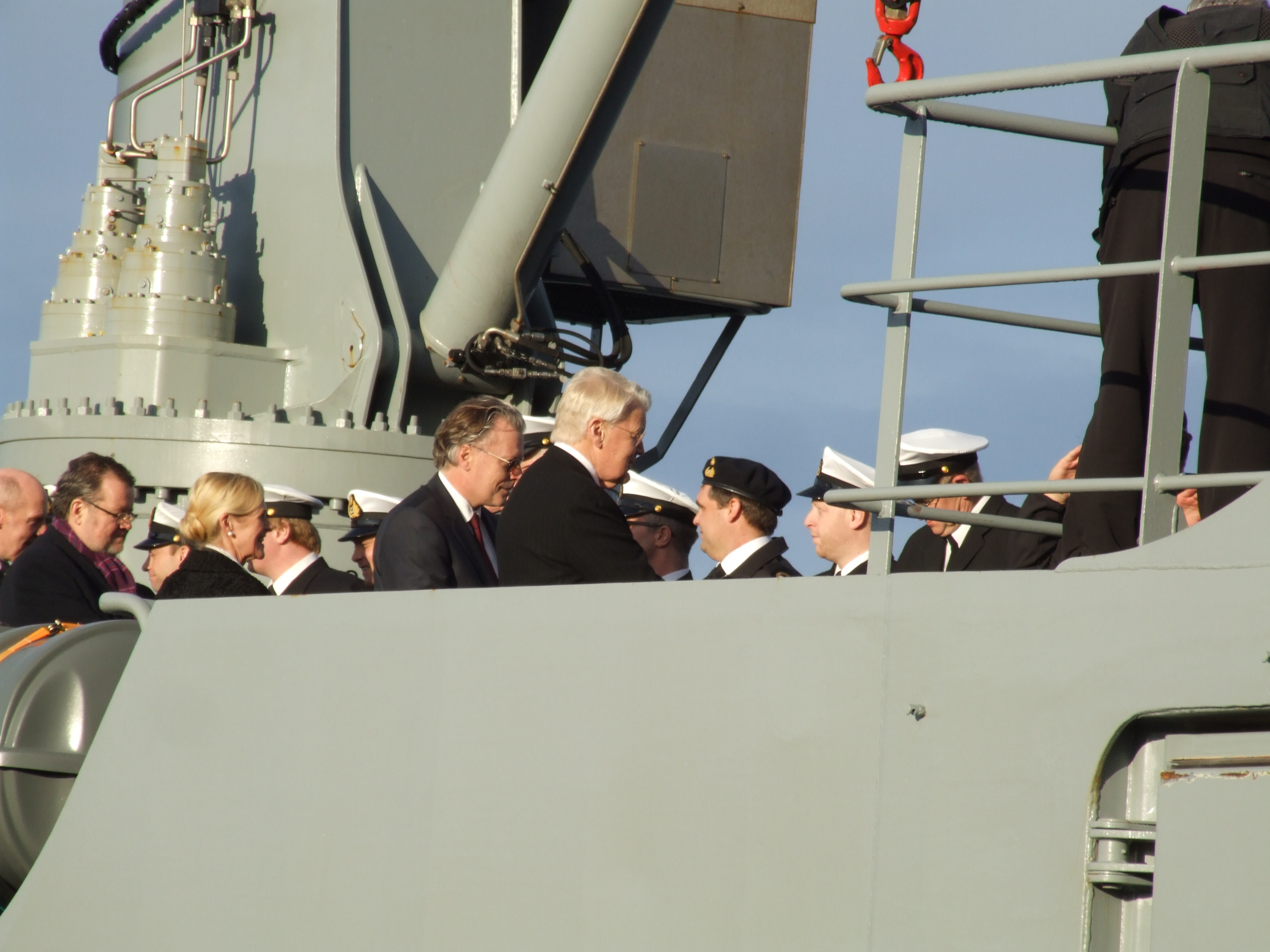
Islandzka Straż Wybrzeża wita zwiedzających okręt
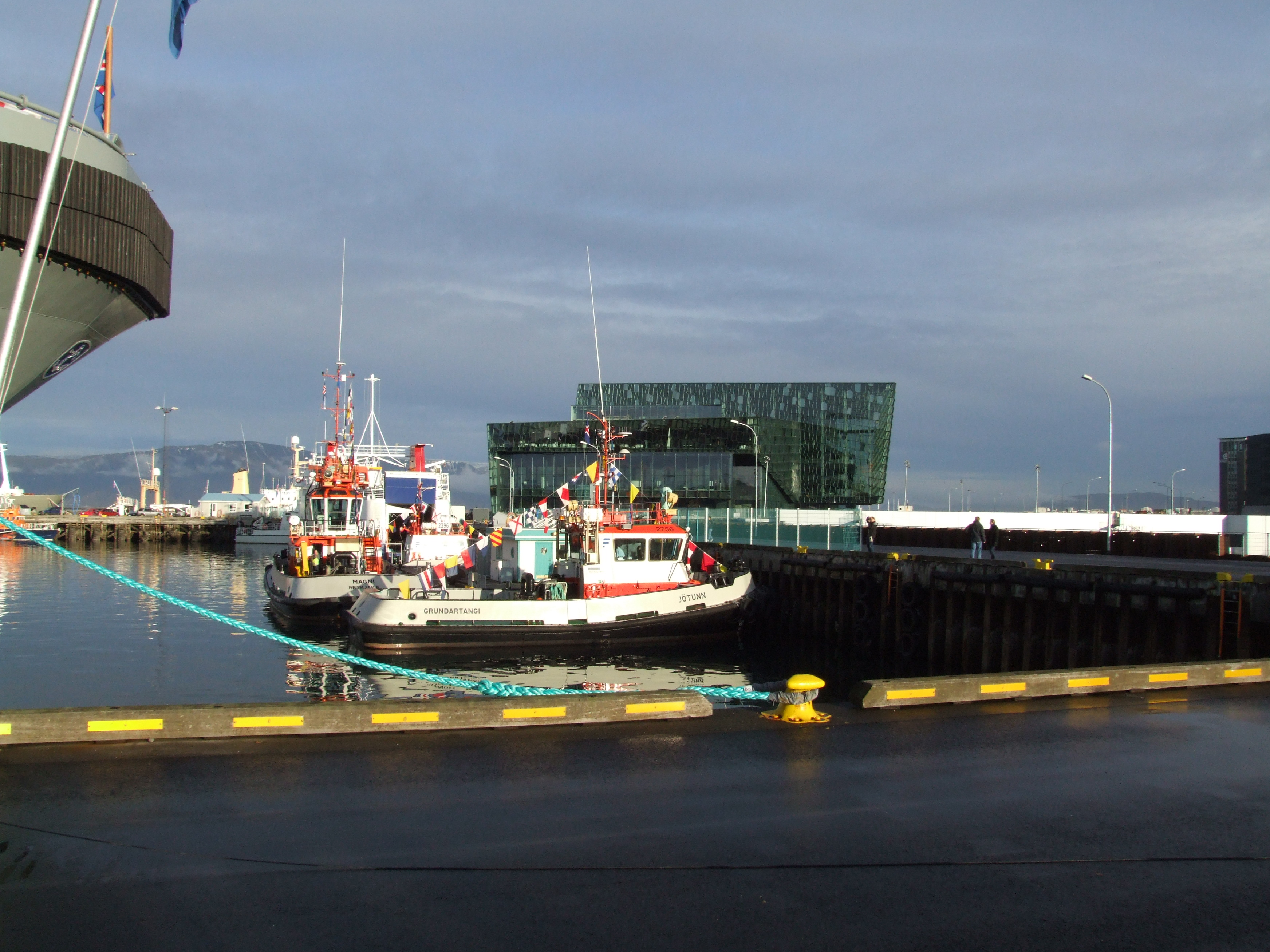
Okręt przycumowany w porcie w Reykjavíku
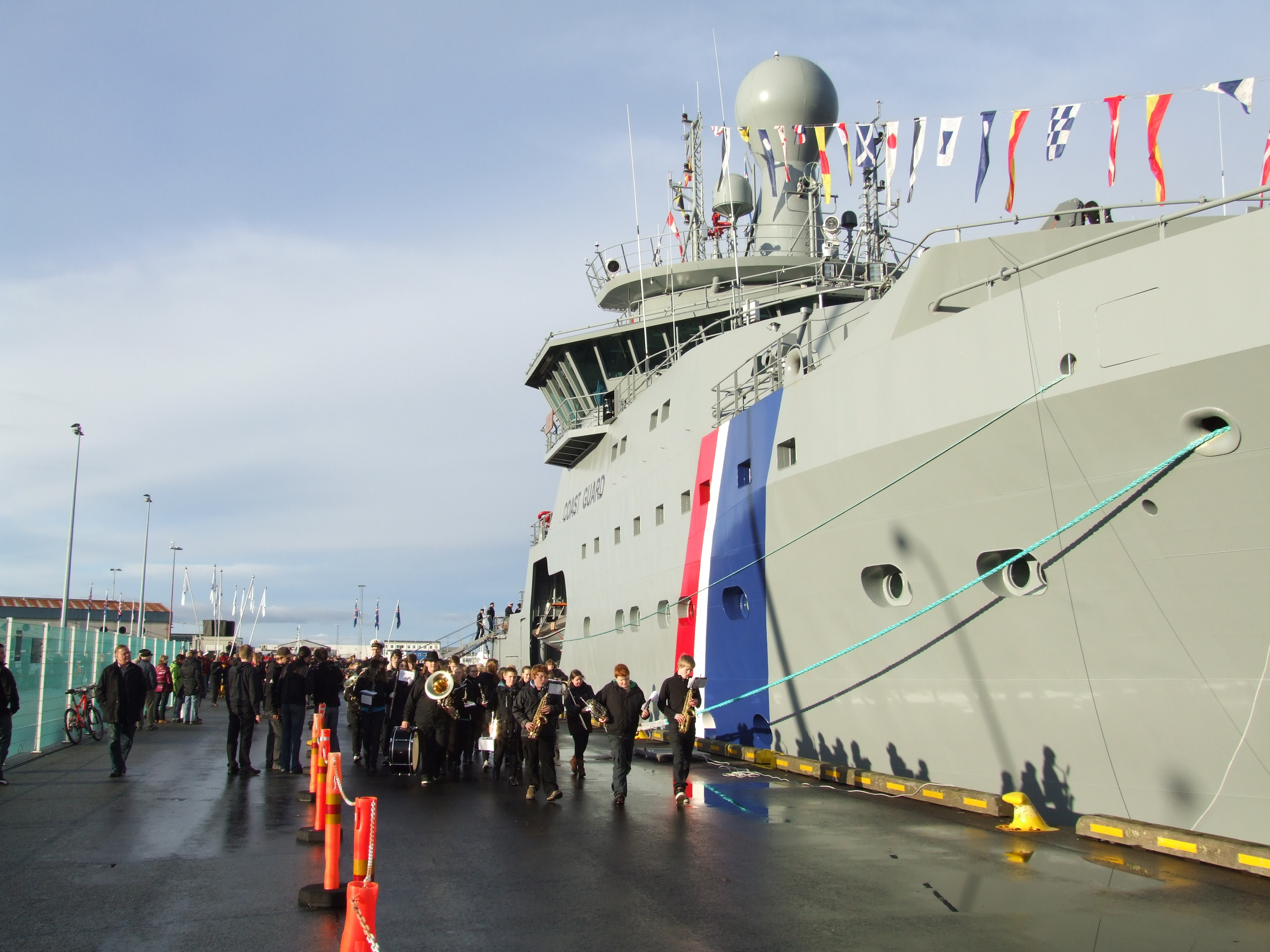
Inny widok z boku na okręt